# Mystus montanus
Mystus montanus är en fiskart som först beskrevs av Jerdon, 1849.  Mystus montanus ingår i släktet Mystus och familjen Bagridae. IUCN kategoriserar arten globalt som livskraftig. Inga underarter finns listade i Catalogue of Life.